# Xã Center, Quận Howard, Indiana
Xã Center (tiếng Anh: Center Township) là một xã thuộc quận Howard, tiểu bang Indiana, Hoa Kỳ. Năm 2010, dân số của xã này là 45.275 người.